# 여의도여자고등학교
여의도여자고등학교(汝矣島女子高等學校)는 대한민국 서울특별시 영등포구 여의도동에 있는 공립 고등학교이다.

## 학교 연혁
- 1983년 12월 26일 : 여의도여자고등학교 설립 인가 (30학급)
- 1984년 3월 1일 : 초대 정광순 교장 취임
- 1984년 3월 5일 : 제1회 입학식 (10학급 607명)
- 1985년 9월 4일 : 별관 준공
- 1987년 2월 13일 : 제1회 졸업식 (10학급 591명)
- 1995년 11월 5일 : 목련관(강당) 준공
- 2004년 3월 15일 : 정보관 준공 및 도서실 이전 개관
- 2007년 11월 8일 : 누리관 준공 및 자율학습실 개관
- 2021년 3월 1일 : 제14대 윤여복 교장 취임
- 2022년 1월 26일 : 제36회 졸업식(209명) 졸업생 누계 15,244명
- 2022년 3월 2일 : 제39회 입학식(8학급 189명)

## 참고 자료
- 여의도여자고등학교 - 한국교육학술정보원 학교알리미